# Carlos Semprún
Carlos Semprún Maura (Madrid, 23 de noviembre de 1926-París, 23 de marzo de 2009) fue un escritor, dramaturgo y periodista español, principalmente en lengua francesa, hermano del también escritor Jorge Semprún, padre de Diego Semprún y tío del ensayista Jaime Semprún.

## Biografía
Desde 1936 permaneció fuera de España (su padre, José María Semprún Gurrea, representó como diplomático al Gobierno republicano en el periodo de la Guerra Civil) y después continuó en el exilio durante la dictadura franquista. Militó en los primeros años en el Partido Comunista de España, del que salió antes de la expulsión de su hermano Jorge. Siguió la militancia antifranquista en otros grupos de la izquierda. En la revista que editaba Acción Comunista, firmó artículos con el pseudónimo «Lorenzo Torres».
Fue crítico de cine en Diario 16 y colaboraba habitualmente en Libertad Digital y en La Ilustración Liberal con sus Crónicas cosmopolitas y su Carta de París, siendo uno de sus primeros columnistas. En la década de 2000 su evolución ideológica lo situaba en posiciones muy críticas hacia la izquierda en general. Falleció en París el 23 de marzo de 2009.

## Cita
Todo el mundo estaba, de un modo u otro, en contra de las colectivizaciones, excepto los propios trabajadores. Bien es verdad que la CNT-FAI las reivindicó como suyas, y fueron casi siempre militantes de esas organizaciones que tomaron la iniciativa de crearlas. Pero el decreto que limitaba y desvirtuaba esas colectivizaciones también venía en gran medida de la CNT-FAI. Los trabajadores que habían realizado y defendido durante largos meses la autogestión de numerosos sectores industriales y agrícolas (y también la de la cultura y la educación, etc.), tenían como enemigos no sólo a los militares y a los fascistas representantes de las clases dominantes de la burguesía y de los latifundistas, sino también «objetivamente» a las nuevas capas burocráticas que, bajo las mismas banderas que ellos, se disponían — ya habían comenzado — a restablecer, bajo formas a veces nuevas la vieja explotación del trabajador asalariado y la jerarquización totalitaria de la vida social.
Revolución y contrarrevolución en Cataluña

## Libros
- Revolución y contrarrevolución en Cataluña (1936-1937), Tusquets, Barcelona, 1978.
- Ni Dios ni Amo, ni CNT, Tusquets, Barcelona 1978.
- Las barricadas solitarias, Plaza & Janés, Barcelona, 1985.
- Vida y mentira de Jean-Paul Sartre, Nossa y Jara, Madrid, 1996.
- Polvo de líneas y otros cuentos, Pre-Textos, Valencia, 1997.
- El exilio fue una fiesta, Planeta, Barcelona, 1999.
- Las aventuras prodigiosas, Seix Barral, Barcelona, 2004.
- A orillas del Sena, un español..., Madrid, Hoja Perenne, 2006